# Ásotthalom

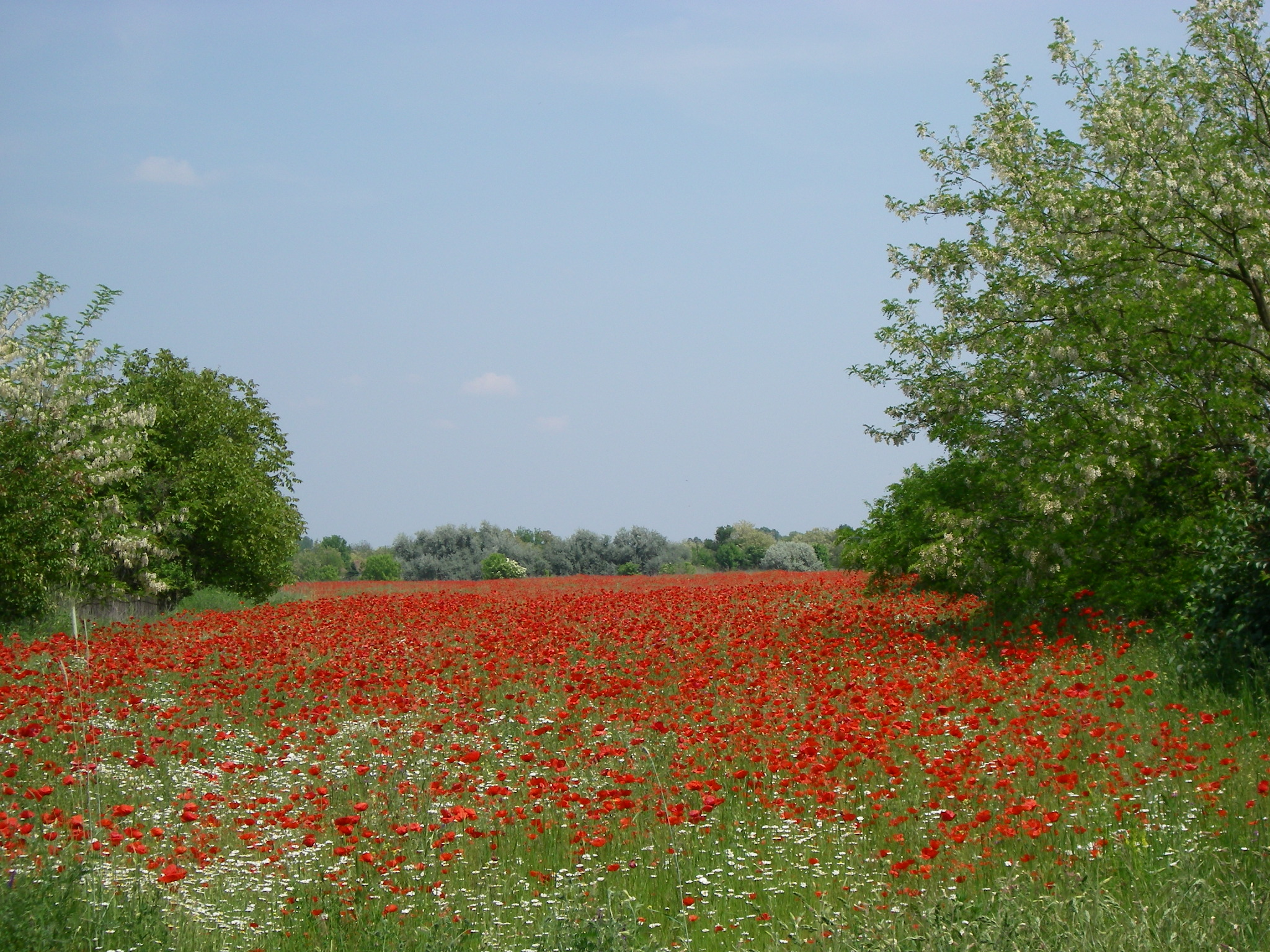
Ett fält med röda vallmor.

Ásotthalom är en mindre stad i provinsen Csongrád-Csanád i Ungern. År 2019 hade Ásotthalom totalt 3 795 invånare.